# Luis Valenzuela Toledo
Luis Gabriel Valenzuela Toledo (Santiago, Región Metropolitana de Santiago, Chile, 22 de febrero de 1988) es un futbolista chileno. Juega de mediocampista en Deportes Rengo de la Segunda División Profesional de Chile.

## Trayectoria
Desde una escuela de fútbol de la población José María Caro de Lo Espejo pasaría a la sub-12 de Colo-Colo, club donde realizaría todas las divisiones inferiores, con un breve paso por la Universidad de Chile, siendo ascendido al primer equipo durante el Clausura 2006 y debutando de manera oficial en la fecha siete frente a Rangers.
Para 2007 no tendría cabida en el plantel albo partiendo a préstamo a Deportes Temuco que en ese entonces jugaba en la Primera B donde sería parte de un plantel adiestrado por el polémico Eduardo Bonvallet, durante su estancia en la Araucanía vería perdida su titularidad por problemas de disciplina despidiéndose del equipo tras el descenso de este a la Tercera División. Tras ello tendría un pobre paso por Santiago Morning, un frustrado fichaje por el Boa Esporte Clube y un regreso al club sureño.
En 2010 regresaría a la Primera B para jugar por Curicó Unido convirtiéndose en unas de las figuras del equipo lo que lo llevaría de regreso a la primera categoría del fútbol chileno fichando por Unión San Felipe. A mediados 2012 ficharía por Deportes Antofagasta donde comenzaría a vivir sus mejores momentos llegando a ser una de las figuras de la Primera División. Luego de dos temporadas ficharía por O'Higgins para reemplazar a Pedro Pablo Hernández continuando con sus buenas campañas.
Finalizado su contrato con los rancagüinos ficharía por el, en ese entonces, campeón del futbol chileno, Cobresal, donde no lograría reeditar sus viejas actuaciones por lo cual tras una temporada ficharía por Deportes Melipilla, club de la Segunda División Profesional. Con los potros se convertiría en una de las figuras del equipo y de la división por lo cual para el Clausura 2017 regresaría a la serie de honor, esta vez para jugar por el Santiago Wanderers.
Su rendimiento con los caturros sería individualmente uno de los más destacados durante el Clausura 2017 que ayudaría a los porteños a mantener la categoría aquella temporada. A comienzos del siguiente torneo con la llegada del entrenador Nicolás Córdova sería descartado para el plantel del Transición 2017 por lo que debería emigrar fichando nuevamente por un año en Deportes Antofagasta.
Con los pumas no obtendría mayor regularidad por lo que a mediados de la temporada 2018 cumpliría con su deseo de regresar a Santiago Wanderers, intención que había manifestado a comienzos de aquel año.

## Estadísticas

### Clubes
| Club                         | Div.          | Temporada     | Liga  | Liga  | Copas nacionales | Copas nacionales | Torneos internacionales | Torneos internacionales | Total | Total |
| Club                         | Div.          | Temporada     | Part. | Goles | Part.            | Goles            | Part.                   | Goles                   | Part. | Goles |
| ---------------------------- | ------------- | ------------- | ----- | ----- | ---------------- | ---------------- | ----------------------- | ----------------------- | ----- | ----- |
| Colo-Colo · Chile            | 1ª            | 2006          | 3     | 0     | —                | —                | —                       | —                       | 3     | 0     |
| Colo-Colo · Chile            | Total club    | Total club    | 3     | 0     | 0                | 0                | 0                       | 0                       | 3     | 0     |
| Deportes Temuco · Chile      | 2ª            | 2007          | 20    | 3     | —                | —                | —                       | —                       | 20    | 3     |
| Santiago Morning · Chile     | 1ª            | 2008          | 2     | 0     | —                | —                | —                       | —                       | 2     | 0     |
| Santiago Morning · Chile     | Total club    | Total club    | 2     | 0     | 0                | 0                | 0                       | 0                       | 2     | 0     |
| Deportes Temuco · Chile      | 3ª            | 2009          | 4     | 0     | 4                | 2                | —                       | —                       | 8     | 2     |
| Deportes Temuco · Chile      | Total club    | Total club    | 24    | 3     | 4                | 2                | 0                       | 0                       | 28    | 5     |
| Curicó Unido · Chile         | 2ª            | 2010          | 29    | 6     | 1                | 0                | —                       | —                       | 30    | 6     |
| Curicó Unido · Chile         | Total club    | Total club    | 29    | 6     | 1                | 0                | 0                       | 0                       | 30    | 6     |
| Unión San Felipe · Chile     | 1ª            | 2011          | 16    | 0     | 5                | 0                | —                       | —                       | 21    | 0     |
| Unión San Felipe · Chile     | 1ª            | 2012          | 8     | 0     | —                | —                | —                       | —                       | 8     | 0     |
| Unión San Felipe · Chile     | Total club    | Total club    | 24    | 0     | 5                | 0                | 0                       | 0                       | 29    | 0     |
| Unión San Felipe B · Chile   | 3ª            | 2012          | 6     | 5     | —                | —                | —                       | —                       | 6     | 5     |
| Unión San Felipe B · Chile   | Total club    | Total club    | 6     | 5     | 0                | 0                | 0                       | 0                       | 6     | 5     |
| Deportes Antofagasta · Chile | 1ª            | 2012          | 16    | 6     | 3                | 0                | —                       | —                       | 19    | 6     |
| Deportes Antofagasta · Chile | 1ª            | 2013          | 9     | 2     | —                | —                | —                       | —                       | 9     | 2     |
| Deportes Antofagasta · Chile | 1ª            | 2013-14       | 30    | 4     | 3                | 0                | —                       | —                       | 33    | 4     |
| O'Higgins · Chile            | 1ª            | 2014-15       | 30    | 5     | 3                | 0                | —                       | —                       | 33    | 5     |
| O'Higgins · Chile            | Total club    | Total club    | 30    | 5     | 3                | 0                | 0                       | 0                       | 33    | 5     |
| Cobresal · Chile             | 1ª            | 2015-16       | 12    | 2     | 4                | 0                | —                       | —                       | 16    | 2     |
| Cobresal · Chile             | Total club    | Total club    | 12    | 2     | 4                | 0                | 0                       | 0                       | 16    | 2     |
| Deportes Melipilla · Chile   | 3ª            | 2016-17       | 14    | 7     | —                | —                | —                       | —                       | 14    | 7     |
| Deportes Melipilla · Chile   | Total club    | Total club    | 14    | 7     | 0                | 0                | 0                       | 0                       | 14    | 7     |
| Santiago Wanderers · Chile   | 1ª            | 2016-17       | 14    | 3     | —                | —                | —                       | —                       | 14    | 3     |
| Deportes Antofagasta · Chile | 1ª            | 2017          | 5     | 0     | 5                | 1                | —                       | —                       | 10    | 1     |
| Deportes Antofagasta · Chile | 1ª            | 2018          | 5     | 2     | 2                | 0                | —                       | —                       | 7     | 2     |
| Deportes Antofagasta · Chile | Total club    | Total club    | 65    | 14    | 13               | 1                | 0                       | 0                       | 78    | 15    |
| Santiago Wanderers · Chile   | 2ª            | 2018          | 19    | 3     | —                | —                | —                       | —                       | 19    | 3     |
| Santiago Wanderers · Chile   | 2ª            | 2019          | 9     | 0     | 3                | 0                | —                       | —                       | 12    | 0     |
| Santiago Wanderers · Chile   | Total club    | Total club    | 42    | 6     | 3                | 0                | 0                       | 0                       | 45    | 6     |
| Total carrera                | Total carrera | Total carrera | 251   | 48    | 33               | 3                | 0                       | 0                       | 284   | 51    |
| 1. 2.                        |               |               |       |       |                  |                  |                         |                         |       |       |

### Resumen estadístico
| Competición                  | Partidos | Goles |
| ---------------------------- | -------- | ----- |
| Primera División             | 150      | 24    |
| Primera B                    | 77       | 12    |
| Segunda División Profesional | 20       | 12    |
| Tercera División             | 4        | 0     |
| Copa Chile                   | 33       | 3     |
| Total                        | 284      | 51    |

## Palmarés

### Títulos nacionales
| Título           | Club      | País  | Año    |
| ---------------- | --------- | ----- | ------ |
| Primera División | Colo-Colo | Chile | 2006-C |
| Primera B        | Ñublense  | Chile | 2020   |